# Gorazd Robnik
Gorazd Robnik (* 11. Juli 1978) ist ein ehemaliger slowenischer Skisportler, der vorrangig im Skispringen aber anfangs auch in der Nordischen Kombination aktiv war.

## Werdegang
Robnik gab sein internationales Debüt als Kombinierer 1996 im B-Weltcup der Nordischen Kombination. Bei der Junioren-Weltmeisterschaft 1998 in St. Moritz gewann er mit der Mannschaft die Silbermedaille. Am 21. und 22. März 1998 gab er sein Debüt als Spezialspringer beim Weltcup in Planica. Dabei konnte er jedoch keine Punkte gewinnen und scheiterte in beiden Springen jeweils im ersten Durchgang. Bei der Nordischen Skiweltmeisterschaft 1999 in Ramsau startete er erneut als Kombinierer und erreichte im Gundersen den 51. Platz. 2000 startete er erstmals beim Sommer-Grand-Prix der Kombination und erreichte in beiden Wettbewerben in Stams und Berchtesgaden die Punkteränge und mit Platz 12 in Berchtesgaden seine beste internationale Platzierung als Kombinierer. Ab der Saison 2000/01 startete Robnik nur noch als Spezialspringer im Skisprung-Continental-Cup. Podestplätze konnte er dabei in den folgenden Jahren nicht erreichen. Auch die Rückkehr ins Weltcup-Team gelang ihm nicht. Am 2. September 2006 startete er in Kranj für ein Springen beim Sommer-Grand-Prix. Mit dem 30. Platz gewann er dabei einen Grand-Prix-Punkt und beendete den Wettbewerb auf dem 81. Platz der Gesamtwertung. Nach zwei weiteren eher erfolglosen Start im Continental Cup beendete Robnik mit einem Start im FIS Cup im Dezember 2008 seine aktive Skisprungkarriere.